# Supercopa da Melanésia
A Melanesia Super Cup é um campeonato de futebol entre os clubes da Melanésia. A primeira edição foi realizada em 2014. O formato do torneio é de um grupo único, com cada time jogando uma única vez contra as demais equipes.

## Campeões
| Ano           | Campeão          | Vice    | 3º Lugar       | 4º Lugar               |
| ------------- | ---------------- | ------- | -------------- | ---------------------- |
| 2014 Detalhes | Solomon Warriors | Tafea   | Amicale        | Apenas 3 participantes |
| 2015 Detalhes | Solomon Warriors | Amicale | Western United | Erakor Golden Star     |

## Número de Títulos
| Time             | Títulos | Vice-títulos | Ano dos títulos | Ano dos vice-títulos |
| ---------------- | ------- | ------------ | --------------- | -------------------- |
| Solomon Warriors | 2       | 0            | 2014, 2015      | —                    |
| Amicale          | 0       | 1            | —               | 2015                 |
| Tafea            | 0       | 1            | —               | 2014                 |

### Campeões por país
| País          | Títulos | Vice-títulos |
| ------------- | ------- | ------------ |
| Ilhas Salomão | 2       | 0            |
| Vanuatu       | 0       | 2            |

## Retrospecto

### Dos clubes
- De 2014 a 2015.

| # | Equipa                | J | V | E | D | GP | GC | SG | Pts | Classificação |
| - | --------------------- | - | - | - | - | -- | -- | -- | --- | ------------- |
| 1 | Solomon Warriors FC   | 5 | 4 | 1 | 0 | 8  | 3  | +5 | 13  |               |
| 2 | Amicale FC            | 5 | 1 | 2 | 2 | 6  | 7  | −1 | 5   |               |
| 3 | Tafea FC              | 2 | 1 | 0 | 1 | 4  | 4  | 0  | 3   |               |
| 4 | Western United FC     | 3 | 0 | 2 | 1 | 2  | 3  | −1 | 2   |               |
| 5 | Erakor Golden Star FC | 3 | 0 | 1 | 2 | 1  | 4  | −3 | 1   |               |

### Dos países
- De 2014 a 2015.

| # | Equipa        | J  | V | E | D | GP | GC | SG | Pts | Classificação |
| - | ------------- | -- | - | - | - | -- | -- | -- | --- | ------------- |
| 1 | Ilhas Salomão | 8  | 4 | 3 | 1 | 10 | 6  | +4 | 15  |               |
| 2 | Vanuatu       | 10 | 2 | 3 | 5 | 11 | 15 | −4 | 9   |               |